# Culasi
Culasi è una municipalità di terza classe delle Filippine, situata nella Provincia di Antique, nella Regione del Visayas Occidentale.
Culasi è formata da 44 baranggay:
- Alojipan
- Bagacay
- Balac-balac
- Batbatan Island
- Batonan Norte
- Batonan Sur
- Bita
- Bitadton Norte
- Bitadton Sur
- Buenavista
- Buhi
- Camancijan
- Caridad
- Carit-an
- Centro Norte (Pob.)

- Centro Poblacion
- Centro Sur (Pob.)
- Condes
- Esperanza
- Fe
- Flores
- Jalandoni
- Janlagasi
- Lamputong
- Lipata
- Magsaysay (Balua)
- Malacañang
- Malalison Island
- Maniguin
- Naba

- Osorio
- Paningayan
- Salde
- San Antonio
- San Gregorio
- San Juan
- San Luis
- San Pascual
- San Vicente
- Simbola
- Tigbobolo
- Tinabusan
- Tomao
- Valderama